# Polyrhachis cubaensis
Polyrhachis cubaensis é uma espécie de formiga do gênero Polyrhachis, pertencente à subfamília Formicinae.